# Léon Daudet

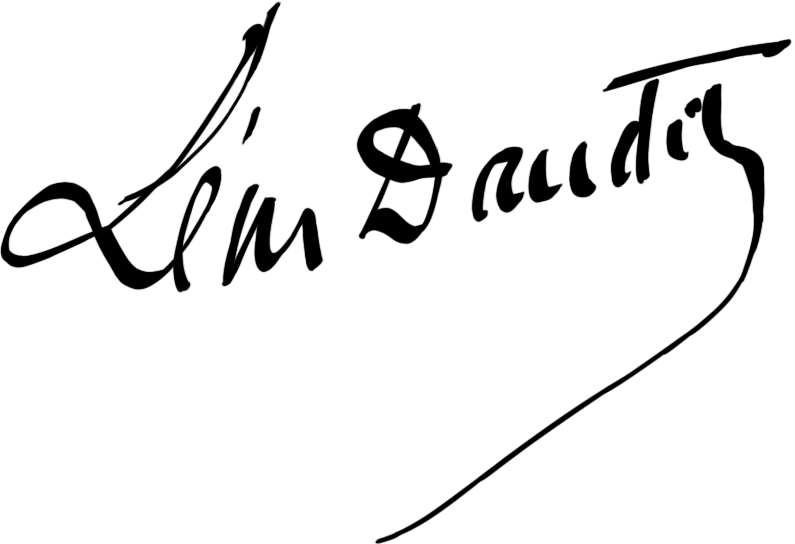
Firma di Léon Daudet

Alphonse Marie Vincent Léon Daudet (Parigi, 16 novembre 1867 – Saint-Rémy-de-Provence, 30 giugno 1942) è stato uno scrittore e politico francese.

## Biografia
Figlio di Alphonse rinnegò ben presto le convinzioni liberali e repubblicane in cui era stato educato per aderire, nel clima polemico dell'affare Dreyfus, a posizioni monarchiche. 
Nel 1907 fondò con Charles Maurras Action française, il foglio nazionalista che mosse i più violenti attacchi contro le istituzioni della terza repubblica. 
Polemista, antisemita sulla scia di Édouard Drumont, violento e corrosivo (Lo stupido secolo XIX, Le stupide dixneuvième siècle, 1921), fu anche narratore (Viaggio di Shakespeare, Le voyage de Shakespeare, 1895) e memorialista (Ricordi letterari, Souvenirs littéraires, 1925). Sin dalla fondazione, fu membro dell'Académie Goncourt.
A lui Marcel Proust dedicò il terzo volume della Recherche, Le côte de Guermantes con queste parole: A Léon Daudet || l'autore | del Voyage de Shakespeare, | del Partage de l'Enfant, | dell'Astre noir, | di Fantômes et Vivants, | del Monde des Images, | di tanti capolavori. || All'incomparabile amico, | in segno di gratitudine | e ammirazione | M.P..